# Солнечный день. Весна
«Солнечный день. Весна» — картина русского художника Исаака Левитана (1860—1900), написанная в 1876—1877 годах. Картина является частью частного собрания. Размер картины — 53 × 40,7 см. Эта картина — одна из первых работ Левитана.

## История
На время написания этой картины Левитану было 16—17 лет. Он обучался в Московском училище живописи, ваяния и зодчества, где его учителем живописи был известный художник-пейзажист Алексей Саврасов. Искусствовед Владимир Петров писал:
В самом деле, хотя занятия с Саврасовым были благотворны для многих, именно в Левитане он нашел наиболее родственную натуру, и не случайно говорили, что только ему Саврасов передал «тайну мотива». Чуткость к пейзажной лирике учителя и его наследию определила многие качества первых работ Левитана. Так, очень близка к саврасовским пейзажам картина «Солнечный день. Весна» (1877) – изображение уютного деревенского уголка, где под деревьями, среди кустов, рядом с избой и сарайчиком копаются в покрытой новорожденной травой земле курицы.

## Описание
Картина представляет собой деревенский пейзаж с двумя деревянными домиками, которые окружены берёзами и другими деревьями. На траве под деревьями ходят и копаются в земле куры.